# El Pulgar
El Pulgar är ett berg i Antarktis. Det ligger i Östantarktis. Nya Zeeland gör anspråk på området. Toppen på El Pulgar är 1 660 meter över havet, eller 806 meter över den omgivande terrängen. Bredden vid basen är 6,1 km.
Terrängen runt El Pulgar är varierad. Trakten är obefolkad. Det finns inga samhällen i närheten. 